# Space Quest
Space Quest (Спейс Куест) – серия от 6 приключенски компютърни игри, създадени за компанията Sierra On-Line от Марк Кроу и Скот Мърфи (които преди това работят заедно по играта Черния Казан – The Black Cauldron) наричащи себе си „Две момчета от Андромеда“ (Two Guys from Andromeda). Сюжетът на Space Quest преследва космическите приключенията на младия хигиенист Роджър Уилко на който в течение на играта му се налага да спасява дори и галактиката.

## Игри

### Space Quest 1: The Sarien Encounter – Сариенска схватка
Оригиналната Space Quest игра е пусната през октомври 1986 г. и бързо се превръща в хит, продавайки над 100 000 копия. Има предположения че броят е около 200 000 до днес, без да се включват компилациите в които играта е включена. Преиздадена е през 1991 г.

### Space Quest 2: Vohaul’s Revenge – Отмъщението на Вохал
Роджър Уилко, с новия си статут на герой, е прехвърлен на орбиталната станция Ксенон 4 и е повишен в главен и единствен хигиенист. Всичко върви гладко, докато Роджър не е отвлечен от Слъдж Вохал (Sludge Vohaul), който стои зад плана на нападението над Аркада (в първата част на играта). Докато транспортират Уилко в мините на Лабион като наказан за осуетяването на плана на Слъдж Вохал (Sludge Vohaul), затворническия кораб катастрофира в джунгла на планетата. Оттук започва истинското приключение във втората част на играта.

### Space Quest 3: The Pirates of Pestulon – Пиратите на Пестулон
Спасителната капсула на Роджър рееща се в космоса (от края на втората част на играта) е засечена от товарен кораб за космически отпадъци. Уилко успява да се избяга поправяйки стар кораб и започва приключенията си в третата част на играта.

### Space Quest 4: Roger Wilco and the Time Rippers – Роджър Уилко и пътуващите във времето
В тази част на играта Роджър започва смахнато пътуване във времето в посока минало и бъдеще. Прероден Слъдж Вохал (Sludge Vohaul) от Space Quest XII преследва Роджър във времето и се опитва да го убие. Героят посещава също Space Quest X: Latex Babes of Estros и Space Quest I.

### Space Quest 5: The Next Mutation – Следващата мутация
В Space Quest V, Роджър е кадет в академията СтарКон (StarCon). Той се дипломира (хитрува на последния си изпит) и е капитан на свой собствен кораб (всъщност шлеп за космически отпадъци). Главния акцент от сюжета е разпространението на зараза в галактиката, която Роджър трябва да спре борейки се с всички заразени.

### Space Quest 6: The Spinal Frontier – Гръбначна граница
Това е последната излезнала игра от серията Space Quest. Капитан Роджър Уилко се завръща триумфално в главните квартири. Но поради нарушаване на законите на СтарКон докато спасява галактиката в Space Quest V, е изправен пред военен съд и понижен във второразряден хигиенист. Така приключенията започват в последната издадена Space Quest игра.

## В процес на разработка

### Space Quest 7: Return to Roman Numerals
Дата на реализация на проекта – неизвестна. За повече информация – Space Quest 7 Архив на оригинала от 2018-03-13 в Wayback Machine.

## Space Quest игри направени от фенове
Съществуват няколко завършени игри направени от предани фенове на Space Quest.
- Space Quest 0: Replicated – предходен епизод на Space Quest I.
- Space Quest: The Lost Chapter – епизод който развива действието между Space Quest 2 и Space Quest 3.

## Игри вдъхновени от Space Quest
- Cosmos Quest – приключенска игра вдъхновена от Space Quest.